# 张泉 (1980年)
张泉（1980年10月—），男，山东莘县人，中华人民共和国工程师。东北电力学院热能与动力工程专业毕业，研究生学历，工程硕士学位。

## 生平
2004年7月参加工作。任广东省韶关发电厂检修部汽机分部主任。2012年，被中华全国总工会授予“全国五一劳动奖章”。
2015年1月13日，广东省第十二届人大常委会第十三次会议补选为第十二届全国人民代表大会代表。